# Jack Conan

a Compétitions nationales et continentales officielles uniquement.

b Matchs officiels uniquement.
Dernière mise à jour le 4 août 2025.
Jack Edward Conan, né le 29 juillet 1992 à Bray (Irlande), est un joueur international irlandais de rugby à XV. Il joue au poste de troisième ligne centre pour le Leinster en United Rugby Championship depuis 2014. Il est également international avec l'équipe d'Irlande des moins de 20 ans puis l'équipe d'Irlande .

## Biographie

### Jeunesse et formation
Jack Conan joue pour la première fois au rugby à l'âge de 13 ans pour son école de St Gerard à Bray.
À cette période, il se consacre principalement à la pratique du football gaélique dans l'équipe locale de Kilmacanogue où son frère aîné était capitaine. Il y joue jusqu'à l'âge de 17 ans puis arrête pour se concentrer à la pratique du rugby.

### Carrière en club
Jack Conan fait ses débuts en Pro12 en lors de la saison 2013-2014 avec le Leinster. Il inscrit un essai pour son premier match, lors d'une victoire 34-22 face aux Cardiff Blues.
En 2018, le Leinster remporte la Coupe d'Europe. Il est remplaçant lors de la finale face au Racing 92, rentrant en jeu à la 61ème minute.
L'année suivante en 2019, titulaire, il s'incline en finale de la Coupe d'Europe face aux Saracens.
Le 19 février 2021, il participe à son centième match sous les couleurs du Leinster lors d'une victoire face aux Dragons en Pro14.
Il est élu homme du match pour la finale du Pro14 2021, qui voit son équipe du Leinster battre le Munster et remporter le titre. Il inscrit le seul essai du match.
Le Leinster atteint une nouvelle fois la finale de la Coupe d'Europe en 2022 et affronte le Stade rochelais. Conan est titulaire mais son équipe s'incline 21-24.
Le 22 mars 2023, le Leinster confirme la prolongation de Jack Conan sous le maillot bleu. Encore une fois en 2022-2023, son équipe est dans un premier temps éliminée en demi-finale du United Rugby Championship par le Munster qui remportera la compétition. Toutefois, la province se qualifie en finale de la Champions Cup où elle affronte le Stade rochelais pour la seconde année consécutive. Pour cette rencontre, Conan est titulaire en deuxième ligne accompagné par Josh van der Flier et Caelan Doris, mais les Rochelais l'emportent une fois de plus, sur le score de 27 à 26. Il perd ainsi sa deuxième finale dans la compétition en deux ans,.
Durant la saison 2024-2025, il remporte la finale du United Rugby Championship en battant les Sud-Africains des Bulls sur le score de 32 à 7. Il s'agit du premier titre gagné par le Leinster depuis 2021, après de nombreuses finales perdues.

### Carrière internationale

#### Espoirs
Il connaît des sélections en équipe d'Irlande de rugby à XV des moins de 18 et de 19 ans, et 10 sélections avec l'équipe d'Irlande de rugby à XV des moins de 20 ans.

#### Equipe d'Irlande
Jack Conan fait partie de la liste de 45 joueurs publiée par Joe Schmidt le 24 juin 2015 pour la préparation de la Coupe du monde de rugby à XV 2015. Il connaît sa première sélection avec l'Irlande contre l'Écosse le 15 août 2015 au poste de troisième ligne aile. Cependant, il n'est pas retenu dans le groupe qui dispute la compétition et ne dispute aucun nouveau match avec sa sélection pendant près de deux ans.
En juin 2017, en raison des absences des troisième lignes centre CJ Stander, retenu avec les Lions pour la tournée 2017 en Nouvelle-Zélande, et Jamie Heaslip (blessé), Conan est rappelé en équipe d'Irlande pour la tournée d'été aux États-Unis et au Japon. Titulaire lors des trois matchs, il inscrit trois essais et ses prestations sont remarquées par les observateurs irlandais.
En raison de ses bonnes performances, il participe au Tournoi des Six Nations 2018. L'Irlande réalise le Grand Chelem et Conan participe à deux matchs : titulaire lors de la deuxième journée contre l'Italie, puis remplaçant pour le troisième match face au Pays de Galles.
Il fait partie des 31 joueurs retenus par Joe Schmidt pour disputer la Coupe du monde 2019 au Japon. Il rentre en jeu lors de la victoire face à l'Écosse dans le premier match. Victime d'une fracture du pied à l'entraînement avant le deuxième match de poule face au Japon, il doit déclarer forfait pour le reste de la compétition et est remplacé par Jordi Murphy. Absent initialement pour six mois, il enchaîne les blessures et n'apparaît pas dans le groupe Irlandais pendant dix-huit mois.
Le nouveau sélectionneur Andy Farrell fait appel pour la première fois à Conan en février 2021 dans le cadre du Tournoi des Six Nations, en remplacement de Peter O'Mahony, suspendu. Il entre en jeu lors des troisième et quatrième match, et est titulaire et inscrit un essai face à l'Angleterre pour le dernier match. L'Irlande termine troisième.
En 2023, il remporte une nouvelle fois le Tournoi des Six Nations en réalisant un Grand Chelem. Il entre en jeu à chaque match, exception faite de celui face à l'Italie où il est titularisé.
Fin mai 2023, il est présélectionné dans un groupe de 42 joueurs pour préparer la Coupe du monde 2023 avec son pays,.
En janvier 2024, il est sélectionné pour le Tournoi des Six Nations.

### Lions britanniques et irlandais
Conan fait partie des joueurs retenus par Warren Gatland pour la tournée 2021 des Lions britanniques et irlandais en Afrique du Sud. Il est titularisé pour les trois test-matchs face aux Springboks, ainsi que le premier match test face au Japon. La série est remportée par les sud-africains avec deux victoires et une défaite.
Début mai 2025, il est convoqué pour la tournée des Lions britanniques et irlandais en Australie. Il y dispute les trois rencontres face à l'Australie.  

## Statistiques

### Statistiques en club
| Saison         | Club           | Compétition               | Matchs | Points | Essais |
| -------------- | -------------- | ------------------------- | ------ | ------ | ------ |
| 2013-2014      | Leinster       | Pro12                     | 1      | 5      | 1      |
| 2014-2015      | Leinster       | Pro12                     | 17     | 15     | 3      |
| 2014-2015      | Leinster       | Coupe d'Europe            | 5      | -      | -      |
| 2015-2016      | Leinster       | Pro12                     | 7      | 10     | 2      |
| 2015-2016      | Leinster       | Coupe d'Europe            | 1      | -      | -      |
| 2016-2017      | Leinster       | Pro12                     | 14     | 25     | 5      |
| 2016-2017      | Leinster       | Coupe d'Europe            | 6      | 20     | 4      |
| 2017-2018      | Leinster       | Pro14                     | 15     | 15     | 3      |
| 2017-2018      | Leinster       | Coupe d'Europe            | 8      | 5      | 1      |
| 2018-2019      | Leinster       | Pro14                     | 7      | -      | -      |
| 2018-2019      | Leinster       | Coupe d'Europe            | 8      | 10     | 2      |
| 2019-2020      | Leinster       | Pro14                     | 3      | -      | -      |
| 2019-2020      | Leinster       | Coupe d'Europe            | 1      | -      | -      |
| 2020-2021      | Leinster       | Pro14 Rainbow Cup         | 2      | 5      | 1      |
| 2020-2021      | Leinster       | Pro14                     | 8      | 5      | 1      |
| 2020-2021      | Leinster       | Coupe d'Europe            | 2      | -      | -      |
| 2021-2022      | Leinster       | United Rugby Championship | 5      | -      | -      |
| 2021-2022      | Leinster       | Coupe d'Europe            | 7      | 10     | 2      |
| 2022-2023      | Leinster       | United Rugby Championship | 6      | -      | -      |
| 2022-2023      | Leinster       | Champions Cup             | 5      | -      | -      |
| Total Leinster | Total Leinster | Total Leinster            | 128    | 125    | 25     |

### Statistiques en équipe nationale
Jack Conan compte 51 sélections dont 24 en tant que titulaire, depuis sa première sélection le 15 août 2015 face à l'Écosse. Il inscrit 65 points en 13 essais.
Il participe à cinq éditions du Tournoi des Six Nations en 2018, 2019, 2021, 2022 et 2023. Il dispute 18 rencontres, 7 en tant que titulaire, et inscrit quatre essais.

## Palmarès

### En club
- Leinster
  - Vainqueur de la Coupe d'Europe en 2018
  - Finaliste de la Coupe d'Europe en 2019, 2022, 2023 et 2024
  - Vainqueur du Pro14/United Rugby Championship en 2018, 2019, 2020, 2021 et 2025

### En sélection nationale
- Irlande
  - Vainqueur du Tournoi des Six Nations en 2018 (Grand Chelem), 2023 (Grand Chelem) et 2024.
  - Vainqueur de la Triple couronne en 2018, 2022 et 2023.

#### Tournoi des Six Nations
| Édition          | Rang | Résultats Irlande | Résultats Conan | Matchs Conan |
| ---------------- | ---- | ----------------- | --------------- | ------------ |
| Six Nations 2018 | 1er  | 5 v, 0 n, 0 d     | 2 v, 0 n, 0 d   | 2/5          |
| Six Nations 2019 | 3e   | 3 v, 0 n, 2 d     | 2 v, 0 n, 1 d   | 3/5          |
| Six Nations 2021 | 3e   | 3 v, 0 n, 2 d     | 3 v, 0 n, 0 d   | 3/5          |
| Six Nations 2022 | 2e   | 4 v, 0 n, 1 d     | 4 v, 0 n, 1 d   | 5/5          |
| Six Nations 2023 | 1er  | 5 v, 0 n, 0 d     | 5 v, 0 n, 0 d   | 5/5          |
| Six Nations 2025 |      | v, n, d           | v, n, d         | /            |

Légende : v = victoire ; n = match nul ; d = défaite ; la ligne est en gras quand il y a Grand Chelem.

#### Coupe du monde
| Édition    | Rang               | Résultats Irlande | Résultats Conan | Matchs Conan |
| ---------- | ------------------ | ----------------- | --------------- | ------------ |
| Japon 2019 | Quart de finaliste | 3 v, 0 n, 2 d     | 1 v, 0 n, 0 d   | 1/5          |